# Хвилина
Хвили́на (нім. Weile — певний час) — одиниця вимірювання часу в шістдесятковій системі числення. Позначення: українське хв, міжнародне min.

## Використання
Хоча хвилина не є одиницею Міжнародної системи одиниць (SI), її можна використовувати разом з одиницями цієї системи. Хвилина використовується як частина назви похідних одиниць:
- метрів за хвилину (м/хв) — рідко використовувана одиниця лінійної швидкості;
- обертів за хвилину (об/хв, хв−1) — одиниця швидкості обертання;
- імпульсів за хвилину — застарілий спосіб визначення вартості телефонних дзвінків;
- сторінок за хвилину — одиниця швидкості друку.

У розмовній мові хвилина є синонімом короткого періоду часу: за хвилинку; у ту ж хвилину; з хвилини на хвилину; тощо. У виразі хвилина мовчання символізує більший проміжок часу — короткочасне мовчання всіх присутніх для вираження скорботи, глибокої поваги до загиблих, померлих, яке, зазвичай, триває менше хвилини.

## Подібні статті
- Секунда
- Година
- Доба